# Beecher (Illinois)
Beecher es una villa ubicada en el condado de Will en el estado estadounidense de Illinois. En el Censo de 2010 tenía una población de 4359 habitantes y una densidad poblacional de 568,4 personas por km².

## Geografía
Beecher se encuentra ubicada en las coordenadas 41°21′1″N 87°37′1″O / 41.35028, -87.61694. Según la Oficina del Censo de los Estados Unidos, Beecher tiene una superficie total de 7.67 km², de la cual 7.67 km² corresponden a tierra firme y (0%) 0 km² es agua.

## Demografía
Según el censo de 2010, había 4359 personas residiendo en Beecher. La densidad de población era de 568,4 hab./km². De los 4359 habitantes, Beecher estaba compuesto por el 93.65% blancos, el 3.05% eran afroamericanos, el 0.14% eran amerindios, el 0.44% eran asiáticos, el 0% eran isleños del Pacífico, el 1.33% eran de otras razas y el 1.4% pertenecían a dos o más razas. Del total de la población el 6.29% eran hispanos o latinos de cualquier raza.